# 让·伊西多尔·阿里斯佩

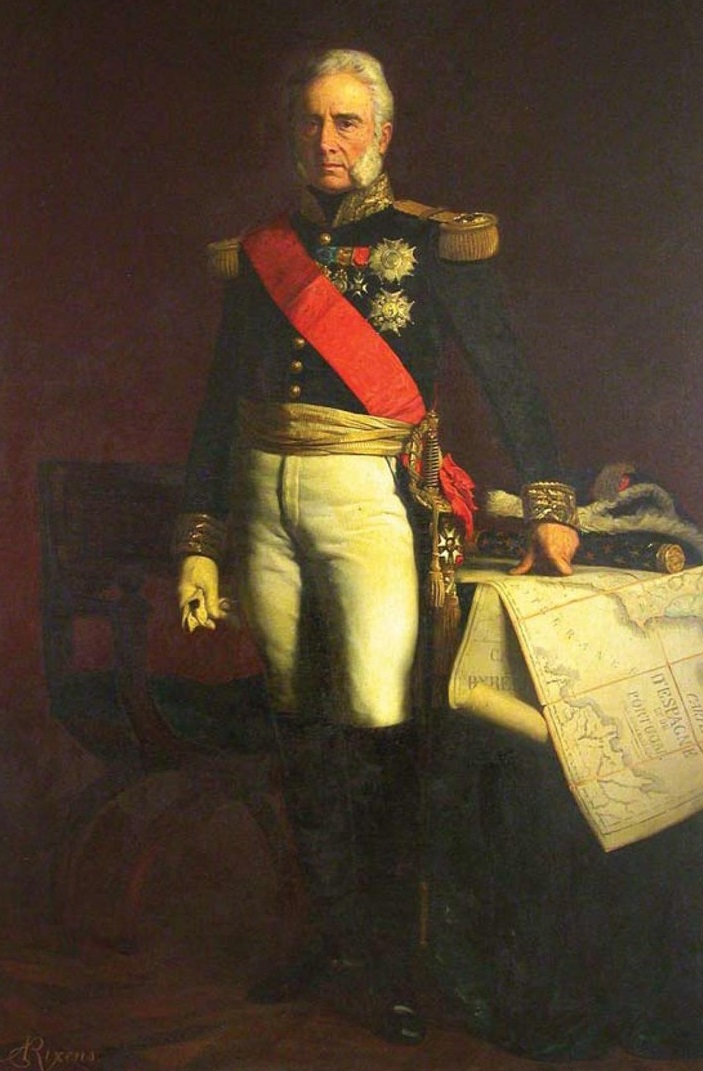
让·伊西多尔·阿里斯佩

让·伊西多尔·阿里斯佩（Jean Isidore Harispe, 1st Comte Harispe; 1768年12月7日－1855年5月26日）著名的法国革命战争和拿破仑战争时期的军人。1851年被授予法国元帅。
阿里斯佩出生在圣艾蒂安-德拜戈里一个富裕的巴斯克地主家庭，他父亲希望他能成为一名牧师。当法国革命战争开始于1792年是，阿里斯佩报名参加法国军队。1795年被分配在波尔多的驻军，在上加龙省与叛军作战。
1799在麦克唐纳元帅手下服役，后调到意大利的军队中，在蒙塞和布律纳指挥下作战。1802年5月他被任命为巴斯克猎兵（chasseurs basque）指挥官，并指挥第16半旅（16th demi-brigade）驻守昂古莱姆。
第三次反法联盟战争爆发，阿里斯佩在奥热罗元帅手下的海滨军团任职，1805年和1806年在德雅尔丹（Division Desjardin）地区作战，在耶拿哈里斯佩受伤。1807年1月他被提升准将（general de brigade），调到苏尔特元帅的军团，任弗尔迪耶（Verdier）师师长，参加了Guttstadt、黑尔斯堡（Heilsberg）和弗里德兰（Friedland）战役，并再次受伤。
1807年12月阿里斯佩任蒙塞元帅的参谋长，参加西班牙战役，1808年11月阿里斯佩在让·拉纳元帅指挥下参加图德拉战役
和萨拉戈萨的围攻，拉纳回到法国后，第五次反法联盟战争爆发，阿里斯佩成为的絮歇将军的参谋长。玛丽亚战役中絮歇击败西班牙，阿里斯佩受伤，被提升为少将（general of division）。从1810年到1812年，阿里斯佩参加过莱里达Lérida包围战、塔拉戈纳Tarragona和瓦伦西亚战役，1812年7月21日卡斯塔利亚战役中击败两倍己方力量的西班牙军，由此被授予大军官荣誉军团勋章，并被封为帝国伯爵。 
此后阿里斯佩在阿拉贡的军队服役，直到1813年。1814年他被派到巴塞罗增援苏尔特，阻止威灵顿公爵从进入法国南部。撤退回法国时，他被迫烧毁家乡小镇自己的城堡，以防止它被西班牙利用。在拿破仑已经退位的情况下，他继续在图卢兹战斗，他的腿在战斗中被炮弹打碎，不得不切除。
波旁王朝复辟期间，阿里斯佩被授予圣路易骑士，负责指挥第15军团。拿破仑从厄尔巴岛返回，阿里斯佩被派往西班牙边境。拿破仑第二次退位，他试图阻止西班牙入侵法国南部。波旁王朝第二次复辟，阿里斯佩退休回到他的城堡一直待到1830年的革命。
革命期间，阿里斯佩当选为议员，作为七月王朝的支持者，他被召回现役指挥上、下比利牛斯军团（1830–1833）、西比利牛斯军团（1833–1840）和第20军团（1840–1850）。
阿里斯佩当选为下比利牛斯地区（Basses-Pyrénées）议员（1831–1835），获颁大十字荣誉军团勋章，1835年封为法国贵族，波拿巴总统授予法国元帅头衔，法兰西第二帝国成立后，被任命为参议员。1855年死于拉卡尔。他的名字刻在西面的凯旋门。